# Van Buren Street Station
Pour les articles homonymes, voir Van Buren.
Van Buren Street Station est une gare de Chicago desservie par le système de train de banlieue Metra. Deux lignes s'y arrêtent, la Metra Electric Line vers University Park, Blue Island ou South Chicago et la South Shore Line vers l'aéroport de South Bend.
C'est le premier arrêt de ces lignes dans le centre de Chicago après leur terminus de Millennium Station.
La gare est facilement reconnaissable grâce à une de ses entrées, réplique d'une bouche de métro parisienne d'Hector Guimard. Cette entrée est un don de la ville de Paris en 2001 pour célébrer le jumelage des deux villes.

## Les correspondances

### Métro de Chicago
La gare se trouve à deux block à l’est de la station Adams/Wabash du métro de Chicago sur le Loop où il est en correspondance avec les lignes:
█ Ligne verte
█ Ligne orange
█ Ligne brune
█ Ligne mauve
█ Ligne rose

### Chicago Transit Authority
- #1 Indiana/Hyde Park
- #3 King Drive
- #X3 King Drive Express
- #4 Cottage Grove (Owl Service)
- #X4 Cottage Grove Express
- #6 Jackson Park Express
- #7 Harrison
- #14 Jeffery Express
- #26 South Shore Express
- #X28 Stony Island Express
- #126 Jackson
- #129 West Loop/South Loop
- #130 Museum Campus (Summer Service Only)
- #132 Goose Island Express
- #145 Wilson/Michigan Express
- #147 Outer Drive Express
- #148 Clarendon/Michigan Express
- #151 Sheridan (Owl Service)